# Victoria, Seychellerna
Victoria är huvudstaden i Seychellerna. Staden är belägen på ön Mahés nordöstra kust. Stadens folkmängd uppgick år 2002 till 24 970 invånare, vilket är omkring en tredjedel av landets befolkning.

## Historia
Både britterna och fransmännen använde först Seychellerna till slavhandel, men när slaveri förbjöds importerade britterna indier att bruka jorden på ön. År 1841 döptes staden till Victoria efter drottning Victoria av Storbritannien. Seychellerna blev självständigt från britterna först 1976, och då blev Victoria huvudstad i landet.
Victoria är idag centrum för turism, handel och sjöfart. År 1971 byggdes en flygplats nära staden, och en hamn byggdes år 1975 för att kunna ta emot större fartyg.

## Handel och frakt
Victorias främsta exportvaror är kokosnötter, kokosmjölk, fisk och guano. Trots att det ger mycket pengar är det turism som Victoria tjänar mest på, på grund av dess läge, med närhet till stränder.

## Övrigt
I staden finns universitetet University of Seychelles, ett sjukhus, samt en kopia av klocktornet Little Ben, som byggdes 1903. Stora delar av staden förstördes helt under tsunamin i Indiska Oceanen 2004.